# Laxmi Narayan Tripathi
Laxmi Narayan Tripathi (connue sous le nom de Laxmi, parfois transcrit sous l'orthographe Lakshmi ; née en 1979 à Thane) est une militante transgenre, actrice de films en hindi et danseuse de Bharatanatyam vivant à Bombay, en Inde. Elle est la première personne trans à représenter la région Asie-Pacifique à l'Organisation des Nations unies en 2008.

## Enfance et éducation
Laxmi est l'aînée d'une famille brahmane orthodoxe à Thane. Après avoir fini ses études à Thane, elle étudie l'art à Bombay et commence un cycle postgrade en Bharata natyam. Elle est souvent qualifiée d'homme homosexuel : ne se reconnaissant pas dans cette description, elle contacte la seule personne homosexuelle qu'elle connaît à l'époque, Ashok Row Kavi. Elle joue dans plusieurs vidéos de danse de Ken Ghosh et devient elle-même choréographe.
Elle rencontre alors Shabira, qui est la première personne hijra à soutenir une thèse de doctorat. Après sa découverte de la communauté hijra, Laxmi devient danseuse de cabaret. Elle y obtient une certaine popularité, des personnes traversant Bombay pour aller la voir danser. Rapidement, le ministre de la région, R. R. Patil, fait fermer tous les cabarets de la ville. Laxmi organise alors des manifestations contre cette mesure : la mesure passe quand même.

## Militantisme

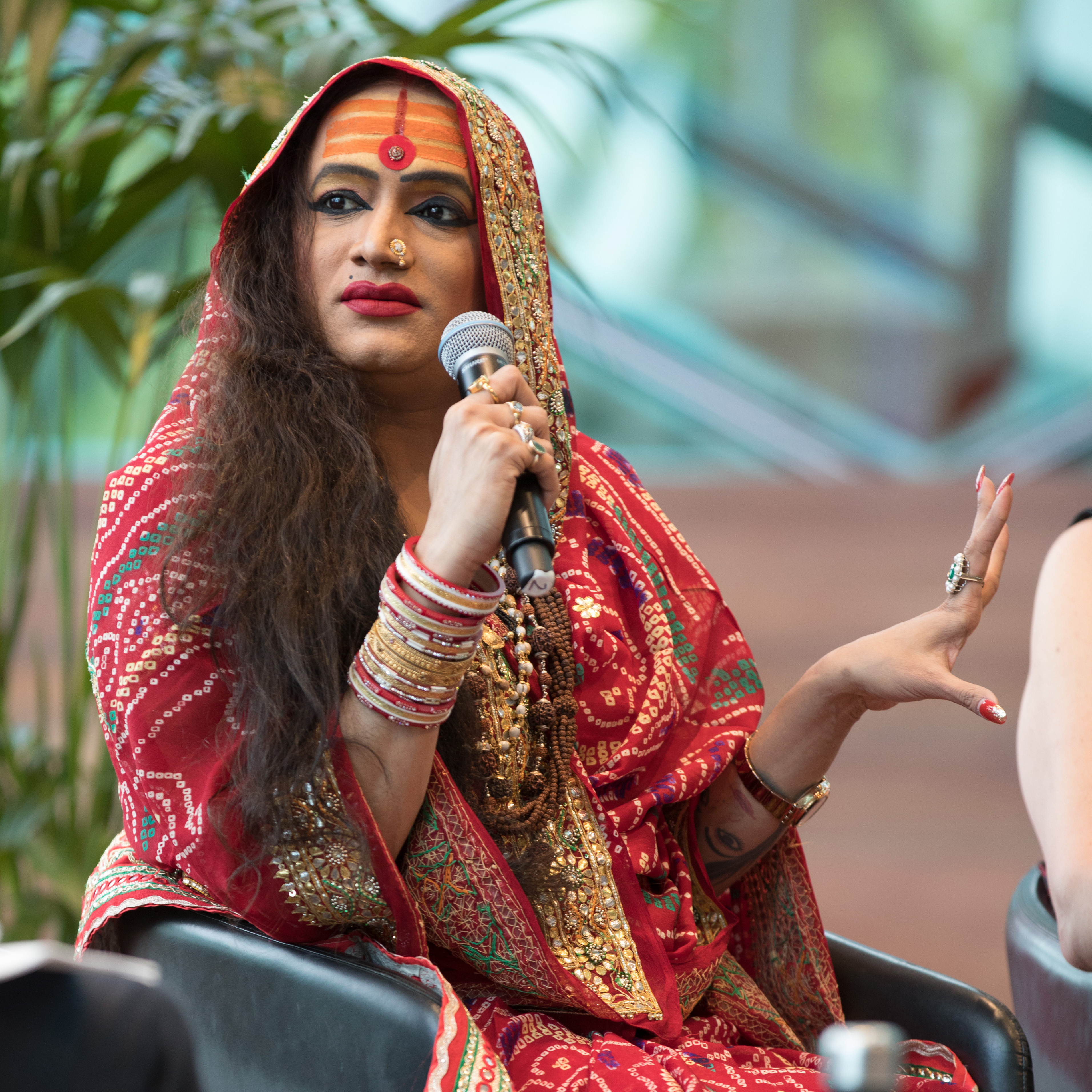
Laxmi Narayan Tripathi au JLF Melbourne en 2017.

Laxmi figure au conseil d'administration de plusieurs organisations non gouvernementale de défense des droits des personnes LGBT. En 2002, elle devient présidente de l'ONG DAI Welfare Society, la première organisation d'eunuques en Asie du Sud. En 2007, elle lance sa propre association, Astitiva, qui promeut le bien-être des minorités sexuelles,.
Un peu plus tard, elle quitte l'Inde pour la première fois en direction de Toronto pour s'y exprimer au sein du réseau des travailleurs et travailleuses du sexe de l'Asie-Pacifique. Son passeport indique qu'elle est une femme transgenre et eunuque.
Elle rejoint les actions politiques de Kavi lorsqu'il manifeste contre l'article 377 du code pénal indien, qui criminalise l'homosexualité. Pendant une conférence de presse sur Zee TV, elle se présente maquillée et vêtue comme une femme : c'est à cette occasion que ses parents découvrent sa transidentité. En interview avec la BBC, son père affirme : « Si mon enfant était handicapé, est-ce que vous me demanderiez si je l'aurais renvoyé de chez moi ? Alors, juste parce qu'il a une orientation sexuelle différente ? »
En avril 2014, la cour suprême indienne reconnaît les droits des personnes transgenres, les reconnaissant comme un troisième genre, ce qui touche environ trois millions de personnes en Inde. Laxmi milite pour cette reconnaissance ainsi que pour des quotas, similaires à ceux des autres minorités, pour l'éducation et l'emploi : la mesure est également prise par le gouvernement. Au sein de la même campagne, le gouvernement fait construire des cliniques et des toilettes ouvertes à tous les genres dans les lieux publics ; il autorise l'adoption d'enfants et le changement civil de genre après une chirurgie de réattribution sexuelle.

## Présence dans la culture populaire
Laxmi participe à plusieurs émissions de télévision indiennes. Sur Sach ka samna, elle est la première personne transgenre à passer à la télévision accompagnée de ses parents,.
En 2005, un documentaire, Between the Lines: India's Third Gender, l'a pour personnage principal.
Laxmi donne souvent des interviews dans les médias en tant que representante de la communauté LGBT. Laxmi a participé à plusieurs émissions de télés. Elle a concuru dans l'émission de télévision indienne Bigg Boss 5. Elle a été évincée après six semaines. Elle a aussi participé à Sach ka samna avec Rajeev Khandelval, 10 Ka Dum avec Salman Khan et Raaz Pichle Janam ka.
Elle participe également à Project Bolo, une série documentaire sur les Indiens LGBT.
En 2011, elle joue dans Queens! Destiny of Dance, un film de Bollywood sur les hijras.
Laxmi publie son autobiographie avec l'aide de Pooja Pande en 2016.

## Vie privée
En 2011, Laxmi affirme être en couple avec un homme depuis deux ans. Elle a adopté deux enfants.
Elle affirme avoir subi une augmentation mammaire, mais ne pas avoir suivi de traitement hormonal. Elle dit également avoir reçu des avis négatifs de la communauté hijra après sa rencontre avec Salman Rushdie.

## Prix et récompenses
- Prix de la personnalité indienne de l'année 2017[13]